# Boyce Avenue

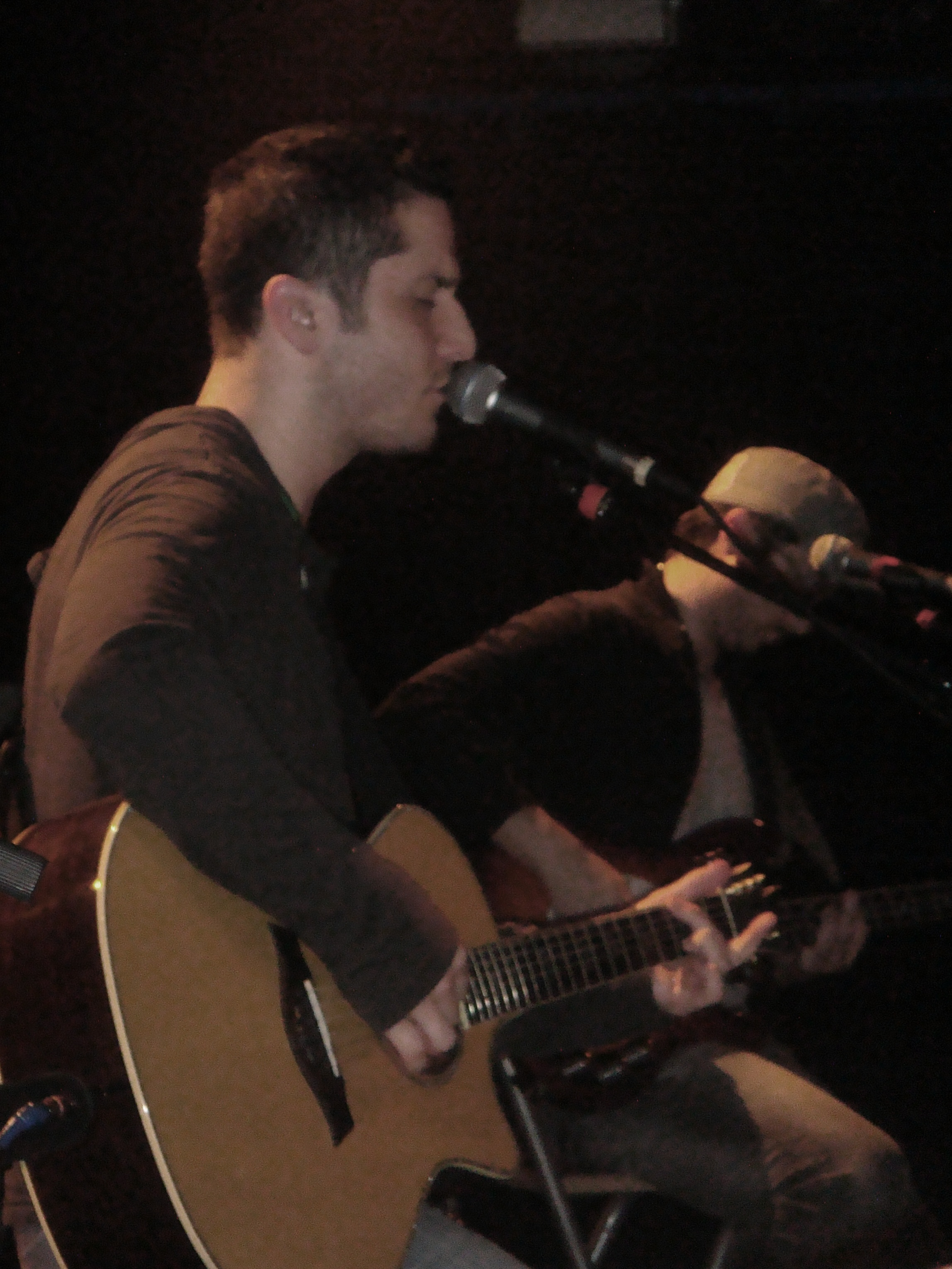
Alejandro und Daniel Manzano in Straßburg, 13. November 2010

Boyce Avenue ist eine US-amerikanische Alternative-Rock-Band aus Sarasota, Florida. Der Bandname ist aus den Namen zweier Straßen zusammengesetzt, in denen die Brüder mit spanischen Wurzeln in ihrer Kindheit lebten. Auf YouTube hat ihr Kanal über 5 Milliarden Aufrufe und 14 Millionen Abonnenten.

## Bandgeschichte
Im Jahr 2000 begannen die Brüder Alejandro und Fabian im Alter von 14 und 16 Jahren Gitarre zu spielen. Schon drei Monate später hatten sie mit Daniel ihren ersten Auftritt vor ca. 350 Gästen in der Pine View High School, ihrer damaligen High School. Anschließend blieben Alejandro und Fabian in Florida, um an der University of Florida zu studieren, während Daniel auf die Harvard Law School ging. Die Bandgründung erfolgte dann 2004 nach Daniels Rückkehr nach Florida. Die Brüder schrieben und spielten weiter Musik und traten bei lokalen Events auf.
Ihre ersten drei Singles nahm die Band Ende 2006 in den Nickel and Dime Studios nahe Atlanta, Georgia auf.
2007 begann Boyce Avenue dann einige ihrer eigenen Songs und Akustikversionen von Liedern anderer Künstler aufzuzeichnen und sie über YouTube mit der ganzen Welt zu teilen. Die Coverversionen von bekannten Songs wie Viva la Vida von Coldplay oder Rihannas Umbrella verbreiteten sich schnell und die Videos der Band wurden innerhalb eines Jahres mehrere Millionen Male angeklickt. Die Coversongs wurden außerdem unter ihrem eigenen Independent-Label 3 Peace Records auf fünf EPs veröffentlicht.
Gleichzeitig führte Boyce Avenue die Aufnahme und Produktion weiterer eigener Songs fort und sammelte zusätzliche Bühnenerfahrung mit Live-Auftritten. Außerdem hatten sie großen Erfolg mit ihren Songs bei mehreren Songschreiber-Wettbewerben.
Am 11. März 2008 erfolgte die Veröffentlichung ihres Debütalbums All You're Meant To Be.
Boyce Avenue gab im Januar 2009 ihr erstes eigenständiges Konzert in New York City. Seitdem tourt die Band pausenlos durch die ganze Welt. Ein Höhepunkt ihrer bisherigen Karriere waren die Auftritte auf den Philippinen, wo sie vor geschätzt 25.000 Menschen spielten.
Ende 2009 hatte die Band alle Songs für ihr neues Album aufgenommen und dies selbst finanziert. Das Album sollte nun auch über 3 Peace Records veröffentlicht werden. Dieser Plan änderte sich jedoch, als das Label Universal Republic Records, ein Subsub-Unternehmen von Universal Music Group, auf die Brüder zukam, um sich an der Veröffentlichung des Albums zu beteiligen. Boyce Avenue unterzeichnete den Vertrag im November 2009.
Am 16. März 2010 wurde die erste Single Every Breath veröffentlicht und am 20. März folgte dann die Veröffentlichung des zugehörigen Videos. Am 15. Juni 2010 wurde das Album All We Have Left, welches die erste Single und überarbeitete alte Songs der Band enthält, veröffentlicht.

## Diskografie

### Alben
- 2009: All You're Meant To Be (Universal International)
- 2010: All We Have Left (Universal Republic Records)
- 2014: No Limits (3 Peace Records)
- 2016: Road Less Traveled (3 Peace Records)

### Singles
- 2010: Every Breath
- 2013: One Life

### EPs
- Acoustic Sessions Vol. 1
- Acoustic Sessions Vol. 2
- Acoustic Sessions Vol. 3
- Acoustic Sessions Vol. 4
- Acoustic Sessions Vol. 5
- Influential Sessions Vol. 1
- Influential Sessions Vol. 2
- New Acoustic Sessions Vol. 1
- New Acoustic Sessions Vol. 2
- New Acoustic Sessions Vol. 3
- New Acoustic Sessions Vol. 4
- Cover Collaborations Vol. 1
- Cover Collaborations Vol. 2
- Cover Collaborations Vol. 3
- Cover Collaborations Vol. 4
- Cover Sessions Vol. 1
- Cover Sessions Vol. 2
- Cover Sessions Vol. 3
- Cover Sessions Vol. 4